# Iphigenie in Aulis (Drama, 1943)
Iphigenie in Aulis ist ein Versdrama in fünf Akten des deutschen Nobelpreisträgers für Literatur Gerhart Hauptmann, das 1940–1943 entstand und am 15. November 1943, dem 81. Geburtstag des Autors, im Wiener Burgtheater unter Lothar Müthel mit Ewald Balser als Agamemnon, Käthe Dorsch als Klytämnestra, Käthe Braun als Iphigenie und Helmuth Krauss als Kalchas uraufgeführt wurde. Der ersten Fassung dieser Tragödie, 1. Teil der Atriden-Tetralogie, ließ der Dichter acht Überarbeitungen folgen.

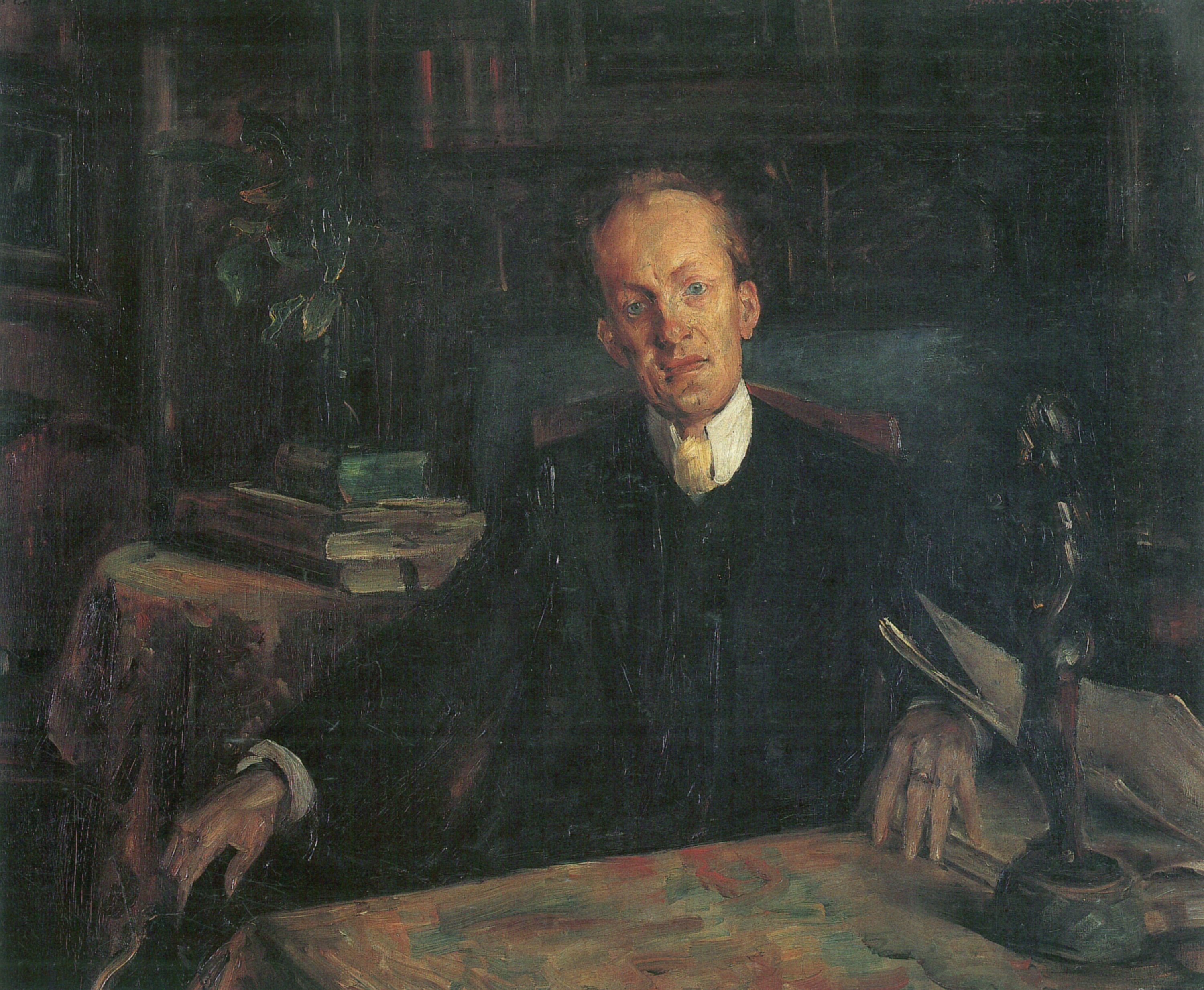
Gerhart Hauptmann auf einem Gemälde von Lovis Corinth anno 1900

## Inhalt
1
Die griechische Flotte hat sich am Anfang des Monats Thargelion (Mai) im böotischen Aulis zur nächsten Fahrt gegen Troja gesammelt. Eine Flaute verhindert den Aufbruch. Der Seher Kalchas befragt das Orakel von Delphi nach der Ursache des Missgeschicks. Antwort: Agamemnon, König von Mykene, „des Griechenvolkes höchster Herr“ und Anführer in diesem Kriegszug, hat Artemis in seiner Jagdwut beleidigt; wollte der bessere Jäger sein und hat in ihren heiligen Jagdgründen eine trächtige heilige Hindin erlegt. Die Strafe: Westwind wird sich erst erheben, nachdem Agamemnon seine Tochter Iphigenie, „das Schönheitswunder im gesamten Hellas“, geopfert hat. Die gekränkte Göttin will Menschenfleisch als Entgelt für den Tod ihrer Hindin. Agamemnon zittert vor Hekate. Die Göttin hat ein schwarzes Festschiff geschickt um Artemis zu huldigen. Da das Festschiff Aasgeruch ausströmt und von Geiern umkreist wird, bleibt Agamemnon nur der Gehorsam. Mit einer List lockt der Vater die Tochter und ihre Mutter Klytämnestra ins Heerlager nach Aulis. Angeblich begehrt der liebeskranke Achill die schöne Jungfrau Iphigenie zum Weibe. Unter vier Augen spricht der Vater gegenüber seinem jüngeren Bruder Menelaos, dem König von Sparta, den wahren Grund seiner Einladung an Tochter und Frau aus: „Die reine Jungfrau wird zum Schein vermählt, bevor man ihr die Kehle durchschneidet.“ Agamemnon meint, die Opferung Iphigeniens werde von einer Gruppierung im griechischen Heerhaufen in Aulis angestrengt, an deren Spitze Odysseus stehe. Der Ithaker wolle in Mykene an die Macht.
Agamemnon, auf einmal anderen Sinnes, schickt die beiden Frauen gleich nach ihrer Ankunft zurück. In einem Gasthaus am Kithairon will er sich erklären. Iphigenie, eine Schülerin des Eros, die gerne Achills Frau werden möchte, gehorcht nur widerstrebend. Kalchas durchschaut Agamemnon und erklärt dem König, er müsse die Tochter opfern. „Denn einem Gotte sich zu widersetzen, bedeutet jedem Sterblichen den Tod.“
Klytämnestra, die zögernd gehorcht, wird aus ihrem Gatten nicht klug und denkt nach. Sie war bei ihrer Ankunft in Aulis von ihm, gleichsam zur „Begrüßung“, gefragt worden: „Wer seid ihr?“ Klytämnestra wähnt tief erschrocken, Agamemnon sei von der Moira ins Heerlager Aulis gestellt worden.
2
Gasthaus am Kithairon: Die Taurierin Peitho, deren Mutter der verruchten Hekate gedient hatte, will als ehemalige Amme Iphigeniens nur ihr Gutes. Peitho, die zweite Seherin im Stück, sieht zwar noch trüb, doch die Kere habe ihr zugeraunt, es könnte möglich sein, Iphigenie werde am Stoße des Schlächtermessers verbluten. Iphigenie möchte an der Seite Achills leben. Der wolle aber nicht nach dem Spruch der Parze während eines langen Lebens in Phthia Ackerbauer sein, sondern strebe in Troja jähen Tod an.
Als Agamemnon, der von Ares beschützt wird, im Gasthaus erscheint, gesteht er der Gattin: „.. ich bin … ohnmächtiges Spielzeug grauenvoller Götter …“ und rät ihr: „Am besten, du nimmst an, ich sei bewußtlos.“ Prompt verliert er das Bewusstsein – nicht das einzige Mal im Stück. Agamemnon fürchtet den Blick der Keren; meint, deren Blick verfeme ihn und die Tochter. Gleichviel, Klytämnestra will ihre Tochter nicht hergeben; hofft auf Beistand der mütterlichen Kronidin Hera.
Agamemnon befiehlt seinem Vertrauten Kritolaos – letzterer hat Iphigenie bereits in ihrer „goldenen Wiege in Schlaf gewiegt“ – die Prinzessin hinter den Eisentoren Mykenes in Sicherheit zu bringen.
3
Platz vor der Königsburg Mykene: Aigisthos, der sowohl um Klytämnestra als auch um Iphigenie vergeblich geworben hatte, bietet der verzweifelten Klytämnestra jede erdenkliche Hilfe an. Notfalls will er Agamemnon sogar ins Totenreich hinabstoßen.
Agamemnon, erneut halb bewusstlos, will wieder einmal Iphigenie opfern. Klytämnestra kann ihn nicht zur Vernunft bringen. So hofft sie auf Odysseus, der vielleicht doch noch Frieden stiften kann.
Der etwa 75-jährige Bauer Thestor, Vater des Kalchas, lässt die Scholle in Stich, marschiert unter rätselhaften Zwang nach Mykene, verflucht den Sohn als potentiellen Kindermörder, macht Agamemnon Vorhaltungen, weil seiner Ansicht nach Artemis den Tod der jungen Iphigenie nicht will. Der König weist den Bauern zurecht.
Vor Iphigenie nennt Klytämnestra den Vater Agamemnon „einen tollen Hund, der zäh sein Wild verfolgt und nie ermüdet, bis er es gerissen.“ Iphigenie will dem Vater folgen, will sich aus freiem Willen opfern. Peitho führt sie hinweg.
4
Versammlungsplatz am Euripos: Das griechische Heer hungert und durstet, lehnt sich gegen seine Fürsten und gegen den „Opferschlächter“ Kalchas auf. Steine fliegen. Kalchas will schlichten; ruft zur Opferung Iphigeniens auf. Agamemnon habe sich verkrochen und wird in Argos vermutet. Der Herold Talthybios verkündet die Ankunft Agamemnons. Iphigenie an seiner Seite will für Hellas auf dem Altar sterben.
Die Krieger sind gerührt. Kalchas ist sogar erschüttert. Achill fängt die ohnmächtig gewordene Jungfrau auf. Agamemnon ermuntert die Krieger zum Kampf gegen Troja.
5
Drei halbgöttische Wesen, Priesterinnen der Hekate, wollen Iphigenie abholen. Eine von ihnen, die Kore, spricht ihr Ansinnen so aus: „Wir aber haben nur den Auftrag, der Taurisgöttin neue Priesterin mit allen höchsten Ehren einzuholen.“ Iphigenie wird von den Dreien auf das schwarze Festschiff Hekates geleitet. Auf einmal will Kalchas die unmittelbar bevorstehende Opferung Iphigeniens nicht gewollt haben. Zwar ist Menelaos überzeugt, die Eumeniden bleiben hart, doch Kalchas  hofft, Iphigenie wird nicht sterben.
Die Flaute ist vorüber. Der Westwind erhebt sich. Menelaos kommentiert zitternd: „... ein Vater mordete die eigene Tochter.“ Irrtum: Agamemnon hat eine weitere Hindin getötet.
Die Griechen hissen die Segel. Auf geht es gen Troja.

## Zitat
- Agamemnon zu Iphigenie: „Ein Grabmal, scheint mir, ist die ganze Welt.“[10]

## Rezeption
- 1952, Mayer schreibt, „Iphigenie in Aulis ist eine großartige Schöpfung des achtzigjährigen Dichters. Es unterliegt keinem Zweifel, daß hier mitten im zweiten Weltkrieg eine Widerstandsdichtung gegen die Eroberungspolitik und Barbarei des deutschen Faschismus entstand und entstehen sollte.“[11] Dem widerspricht Sprengel anno 1984: „Hauptmann hat sich niemals – auch nicht in irgendeiner versteckten Entwurfsnotiz – zu einer zeitkritischen Intention der Atriden-Tetralogie bekannt.“[12]
- 1954, Fiedler schreibt, zwar folge die Fabel Euripides, doch Gerhart Hauptmann habe noch die Amme Peitho und Aigisthos eingefügt. Letzterer fungiere sozusagen als Bindeglied zu den beiden folgenden Teilen der Tetralogie. Hauptmann male im Gegensatz zu seinem großen Vorgänger das Seelendrama Agamemnons aus. Das Wahrnehmungsvermögen des Königs werde zunehmend getrübt und erreiche mit der Opferung der Hindin den Gipfel. Agamemnon sei schließlich ohnmächtiges Werkzeug in den Händen der Götter.
- 2012, Sprengel schreibt, Gerhart Hauptmann habe bei der Wiener Uraufführung in der Loge des Wiener Gauleiters Baldur von Schirach gesessen.[13]

### Buchausgaben
Erstausgabe:
- Iphigenie in Aulis. Tragödie. Suhrkamp, Berlin 1921[14]

Verwendete Ausgabe:
- Iphigenie in Aulis. Tragödie. S. 285–393 in Gerhart Hauptmann: Ausgewählte Dramen in vier Bänden. Bd. 4. 543 Seiten. Aufbau-Verlag, Berlin 1952

### Sekundärliteratur
- Die Atridentetralogie. S. 76–82 in: Gerhart Hauptmann: Ausgewählte Dramen in vier Bänden. Bd. 1. Mit einer Einführung in das dramatische Werk Gerhart Hauptmanns von Hans Mayer. 692 Seiten. Aufbau-Verlag, Berlin 1952
- Iphigenie in Aulis. S. 100–108 in Ralph Fiedler (* 1926 in Berlin-Röntgental): Die späten Dramen Gerhart Hauptmanns. Versuch einer Deutung. 152 Seiten. Bergstadtverlag Wilhelm Gottlieb Korn, München 1954
- Die Fragwürdigkeit der antifaschistischen Lesart. S. 262–263 in Peter Sprengel: Gerhart Hauptmann. Epoche – Werk – Wirkung. 298 Seiten. C.H. Beck, München 1984 (Beck´sche Elementarbücher), ISBN 3-406-30238-6
- Iphigenie in Aulis (1943). S. 240–242 in: Friedhelm Marx: Gerhart Hauptmann. Reclam, Stuttgart 1998 (RUB 17608, Reihe Literaturstudium). 403 Seiten, ISBN 3-15-017608-5
- Daria Santini: Gerhart Hauptmann zwischen Modernität und Tradition. Neue Perspektiven zur Atriden-Tetralogie. Aus dem Italienischen übersetzt von Benjamin Büttrich. 172 Seiten. Verlag Erich Schmidt, Berlin 1998 (Diss. Universität Pisa 1995, Veröffentlichungen der Gerhart-Hauptmann-Gesellschaft, Bd. 8). ISBN 3-503-03792-6
- Peter Sprengel: Gerhart Hauptmann. Bürgerlichkeit und großer Traum. Eine Biographie. 848 Seiten. C.H. Beck, München 2012 (1. Aufl.), ISBN 978-3-406-64045-2